# Hättebröder
Hättebröder var tyska borgare i Stockholm under kung Albrekt av Mecklenburgs tid. Många tyska köpmän och hantverkare hade vid den tiden flyttat till Stockholm och det uppstod rivalitet mellan svenskar och tyskar. De stod dessutom på olika sidor i unionsstriderna. De svenska borgarna var huvudsakligen på unionsdrottningen Margaretas sida, medan de tyska borgarna tillsammans med garnisonen på Slottet stod på kung Albrekts sida. Tyskarna i staden bildade sammanslutningen hättebröderna, som kallades så på grund av sin huvudbonad (hätta).
Då tyskarna den 11 juni 1389 kastade borgmästaren Bertil Brun, rådmannen Peter Åländing samt en tredje svensk i slottsfängelset, beväpnade sig svenskarna. Därefter frigavs borgmästaren och förlikning ingicks. Följande dag, som var en söndag, samlades hättebröderna i Sankta Gertruds gillestuga och de tyska rådsherrarna samlades på rådhuset. De svenska medlemmarna av rådet kallades sedan till rådhuset. När de kom dit förklarades de för förrädare och fördes till slottet, där de torterades. Den 15 juni brändes tre av fångarna, och natten till Heliga lekamens dag, den 17 juni, fördes de övriga fångarna till Käpplingeholmen (nuvarande Blasieholmen) och kastades in i ett träskjul, som antändes. 
Genom detta illdåd (de så kallade Käpplingemorden) kunde tyskarna dock endast för en kortare tid befästa sitt välde i Stockholm. De måste slutligen erkänna det brottsliga i sin handling och lät, för att försona sig med kyrkan, uppsätta tre skulpterade minnesstenar på en höjd (den sedermera så kallade Pelarebacken) på Södermalm. (En av stenarna finns fortfarande i behåll, nu nedflyttad strax intill Götgatan.)
Kronan och staden försökte hålla tillbaka den tyska dominansen. Bland annat beslutades att stadens råd minst till hälften skulle bestå av svenska medlemmar. Till slut föreskrevs till och med att rådet enbart skulle besättas med svenskar.